# 1790 dans le catholicisme
Chronologie du catholicisme
- 1786
- 1787
- 1788
- 1789
- 1790
- 1791
- 1792
- 1793
- 1794

Cet article présente les faits marquants de l'année 1790 dans le catholicisme.

## Évènements
- 13 février - 19 février : En France, l'Assemblée constituante décide l'abolition des vœux monastiques et la suppression des ordres et congrégations régulières autres que d'éducation publique et de charité.
- 12 juillet : En France, décret de l'Assemblée constituante instituant la Constitution civile du clergé.
- 1er novembre : Élection du premier évêque constitutionnel, Louis-Alexandre Expilly de La Poipe, comme « évêque du Finistère ».

## Naissance
- 5 janvier : Jean-Baptiste van de Kerchove, prêtre et homme politique belge († 13 décembre 1832)
- 10 mars : Nicola Mazza, prêtre, missionnaire et éducateur vénitien, vénérable († 2 août 1865)
- 5 avril : Corneille van Bommel, prélat néerlandais, évêque de Liège († 7 avril 1852)
- 9 avril : Bienheureuse Élisabeth Vendramini, religieuse italienne, fondatrice des Franciscaines élisabethines († 2 avril 1860)
- 17 juin : Guillaume Angebault, prélat français, évêque d'Angers († 2 octobre 1869)
- 7 août : Jean-Claude Colin, prêtre français, fondateur de la Société de Marie, vénérable († 28 février 1875)
- 28 août : Pierre-Marie Mermier, prêtre français, fondateur des Missionnaires de Saint François de Sales et des Sœurs de la Croix de Chavanod († 30 septembre 1862)
- 31 août : Jean-François Barthès, prêtre français, fondateur des Sœurs de Notre-Dame de la Compassion de Marseille († 26 janvier 1861)
- 7 septembre : Bertrand-Sévère Laurence, prélat français, évêque de Tarbes durant les apparitions de Lourdes († 30 janvier 1870)
- 10 octobre : Theobald Mathew, prêtre irlandais, défenseur de l'abstème († 8 décembre 1856)
- 30 octobre : Clément Boulanger, prêtre jésuite et missionnaire français († 12 juin 1868)
- 2 novembre : Joseph Havard, vicaire apostolique du Tonking Occidental et évêque titulaire de Castorie (de) († 2 novembre 1790)
- 26 novembre : Charles Dominique Albini, prêtre français, « apôtre de la Corse », vénérable († 20 mai 1839)
- Date précise inconnue : 
  - Joseph VI Audo, prélat irakien, patriarche de l'Église catholique chaldéenne († 14 mars 1878)
  - Sainte Agathe Chon Kyong-hyob, laïque coréenne, martyre († 29 septembre 1839)
  - Alois Czech, prêtre rédemptoriste suisse, pionnier du développement de la musique classique en Suisse († 1868)

## Décès
- 21 janvier : Jean Charles François Legros, prêtre et homme politique français (° 15 décembre 1712)
- 26 janvier : Jean-Félix-Henri de Fumel, prélat français, évêque de Lodève (° 27 mars 1717)
- 26 février : Joseph Valla, philosophe et théologien français (° vers 1720)
- 7 mars : Charles d'Youville Dufrost, prêtre canadien (° 18 juillet 1729)
- 4 avril : Jean Baptiste de Beauvais, prélat et homme politique français, évêque de Senez (° 10 décembre 1731)
- 9 avril : Nicolas-Sylvestre Bergier, prêtre, théologien et antiquaire français (° 31 décembre 1718)
- 23 mai : Jacques Baurein, prêtre, historien et géographe français (° 16 juillet 1713)
- 24 mai : Gelasius Dobner, prêtre et historien bohémien (° 30 mai 1719)
- 28 mai : Joseph-Pierre de Bonnécamps, prêtre jésuite, missionnaire et enseignant français (° 7 septembre 1708)
- 4 juin : Louis-Albert de Lezay-Marnésia, prélat français, évêque d'Évreux (° 3 février 1708)
- 15 juin : Jean Lanusse, prêtre et homme politique français (° 17 février 1720)
- 23 juin : Johann Anton von Zehmen, prélat allemand, prince-évêque d'Eichstätt (° 27 novembre 1715)
- 9 août : Ignazio Gaetano Boncompagni-Ludovisi, cardinal italien de la Curie, cardinal-secrétaire d'État (° 18 janvier 1743)
- 2 septembre : Johann Nikolaus von Hontheim, prélat, historien et théologien allemand, évêque auxiliaire de Trèves (° 27 janvier 1701)
- 30 septembre : Toussaint Conen de Saint-Luc, prélat français, dernier évêque de Cornouaille (° 17 juillet 1724)
- 29 décembre : Jean-Georges Lefranc de Pompignan, prélat français, archevêque de Vienne (° 22 février 1715)
- Date précise inconnue : 
  - Maurizio Garzoni, prêtre dominicain, missionnaire et linguiste italien (° vers 1734)
  - Jean-Baptiste de Scey-Montbéliard, prêtre français, aumônier de Louis XV (° 1720)